# 1949 في إسرائيل
فيما يلي قوائم الأحداث التي وقعت خلال عام 1949 في إسرائيل.

## سياسة

### تعيين في المنصب
- 1 يناير – رؤوفين شيلواه مدير الموساد ‏.
- 14 فبراير – آبا حوشي عضو الكنيست [الإنجليزية]‏.
- 14 فبراير – آدا مايمون عضو الكنيست [الإنجليزية]‏.
- 14 فبراير – آهارون زيسلينغ عضو الكنيست [الإنجليزية]‏.
- 14 فبراير – أبراهام هرتسفلد عضو الكنيست [الإنجليزية]‏.
- 14 فبراير – أفراهام تافيف عضو الكنيست [الإنجليزية]‏.
- 14 فبراير – أمين سليم جرجورة عضو الكنيست [الإنجليزية]‏.
- 14 فبراير – إسحاق بن تسفي عضو الكنيست [الإنجليزية]‏.
- 14 فبراير – إسرائيل روكاح عضو الكنيست [الإنجليزية]‏.
- 14 فبراير – إليعازر كابلان عضو الكنيست [الإنجليزية]‏.
- 14 فبراير – بخور شالوم شيطريت عضو الكنيست [الإنجليزية]‏.
- 14 فبراير – بن صهيون دينور عضو الكنيست [الإنجليزية]‏.
- 14 فبراير – بنحاس روزن عضو الكنيست [الإنجليزية]‏.
- 14 فبراير – بنحاس لافون عضو الكنيست [الإنجليزية]‏.
- 14 فبراير – بيبا إيدلسون عضو الكنيست [الإنجليزية]‏.
- 14 فبراير – بيرتز برنشتاين عضو الكنيست [الإنجليزية]‏.
- 14 فبراير – توفيق طوبي عضو الكنيست [الإنجليزية]‏.
- 14 فبراير – جولدا مائير عضو الكنيست [الإنجليزية]‏،وزارة العمل.
- 14 فبراير – حاييم كوهين ميغوري عضو الكنيست [الإنجليزية]‏.
- 14 فبراير – حاييم لاندو عضو الكنيست [الإنجليزية]‏.
- 14 فبراير – حاييم موشيه شابيرا عضو الكنيست [الإنجليزية]‏،وزير الصحة  [لغات أخرى]‏.
- 14 فبراير – دافيد بن غوريون عضو الكنيست [الإنجليزية]‏.
- 14 فبراير – دافيد ريمز عضو الكنيست [الإنجليزية]‏.
- 14 فبراير – دوف يوسف عضو الكنيست [الإنجليزية]‏،وزير الزراعة والتنمية الريفية الإسرائيلي  [لغات أخرى]‏.
- 14 فبراير – زخاريا غلوسقا عضو الكنيست [الإنجليزية]‏.
- 14 فبراير – زلمان شازار عضو الكنيست [الإنجليزية]‏.
- 14 فبراير – زيراح فرهابتيغ عضو الكنيست [الإنجليزية]‏.
- 14 فبراير – سيف الدين الزعبي عضو الكنيست [الإنجليزية]‏.
- 14 فبراير – شموئيل دايان عضو الكنيست [الإنجليزية]‏.
- 14 فبراير – شموئيل ميقونيس عضو الكنيست [الإنجليزية]‏.
- 14 فبراير – مائير آرغوف عضو الكنيست [الإنجليزية]‏.
- 14 فبراير – مردخاي بنتوف عضو الكنيست [الإنجليزية]‏.
- 14 فبراير – مناحم بيجن عضو الكنيست [الإنجليزية]‏.
- 14 فبراير – موشيه شاريت عضو الكنيست [الإنجليزية]‏.
- 14 فبراير – يتسحاق تابنكين عضو الكنيست [الإنجليزية]‏.
- 14 فبراير – يعقوب مريدور عضو الكنيست [الإنجليزية]‏.
- 14 فبراير – يهودا لايب مايمون عضو الكنيست [الإنجليزية]‏.
- 14 فبراير – يوسف بورغ عضو الكنيست [الإنجليزية]‏.
- 14 فبراير – يوسف شبرينتساك عضو الكنيست [الإنجليزية]‏.
- 17 فبراير – حاييم وايزمان رئيس إسرائيل.
- 1 نوفمبر – يغائيل يادين رئيس الأركان العامة.

### انتهاء فترة المنصب
- 16 فبراير – حاييم وايزمان رئيس مجلس الدولة المؤقت ‏.
- 9 نوفمبر – يعقوب دوري رئيس الأركان العامة.

## مواليد

### يناير
- 1 يناير – إسرائيل فينكلستاين
- 1 يناير – دان أشبل دبلوماسي إسرائيلي.
- 1 يناير – دوف جليكمان ممثل إسرائيلي.
- 1 يناير – ديفيد فيشر مهندس معماري إسرائيلي.
- 1 يناير – سلمان ناطور
- 5 يناير – يوأف بنياميني إحصائي إسرائيلي.

### أبريل
- 2 أبريل – إزرائيل فوغل لاعب كرة قدم إسرائيلي.
- 9 أبريل – تسفي إيكستاين عالم اقتصاد إسرائيلي.

### مايو
- 13 مايو – عفو إغبارية سياسي إسرائيلي.
- 17 مايو – نوريت بيليد-إلحنان

### يوليو
- 26 يوليو – إسحاق بين إزرائيل سياسي إسرائيلي.

### أغسطس
- 24 أغسطس – جيري زوكر رجل أعمال من الولايات المتحدة الأمريكية.
- 25 أغسطس – جين سيمونس

### سبتمبر
- 3 سبتمبر – رفيق حاج يحيى سياسي إسرائيلي.

### أكتوبر
- 21 أكتوبر – بنيامين نتانياهو رئيس وزراء إسرائيل.

### نوفمبر
- 26 نوفمبر – روني ميلو سياسي إسرائيلي.

## وفيات

### يناير
- 1 يناير – خليل بيدس (مواليد 1874) كاتب فلسطيني.